# Markovac (Biskupija)
Markovac je naselje Općine Biskupija, u Šibensko-kninskoj županiji. 

## Zemljopis
Nalazi se oko 9 kilometara jugoistočno od Knina.

## Povijest
Markovac se od 1991. do 1995. godine nalazio pod srpskom okupacijom, tj. bio je u sastavu SAO Krajine.

## Stanovništvo
Prema popisu iz 2011. godine naselje je imalo 63 stanovnika.
| broj stanovnika | 216   |       | 170   | 245   | 210   | 235   |       | 284   | 305   | 276   | 307   | 293   | 209   | 242   | 77    | 63    | 44    |
|                 | 1857. | 1869. | 1880. | 1890. | 1900. | 1910. | 1921. | 1931. | 1948. | 1953. | 1961. | 1971. | 1981. | 1991. | 2001. | 2011. | 2021. |